# Biblia de León de 920
La Biblia de León del 920, también llamada Biblia de Juan y Vimara o Biblia Sacra de León, es un manuscrito de la Biblia copiado e iluminado en el año 920 en un monasterio de la Provincia de León. Actualmente se conserva en la biblioteca de la Catedral de León (España) (cod. 6). Es uno de los primeros manuscritos típicos del estilo de los manuscritos iluminados españoles de la Alta Edad Media.

## Contexto histórico
El manuscrito incluye un colofón pero que ahora es ilegible. Una descripción del manuscrito que data del XVIII indica que el libro procedía de un monasterio de Santa María y San Martín. Podría tratarse de un antiguo monasterio situado en Albares de la Ribera, en el actual municipio de Torre del Bierzo, al oeste de la provincia de León. La Biblia fue compuesta para el abad Mauro y ejecutada por el copista e iluminador Juan bajo la dirección del monje Vimara.

## Descripción

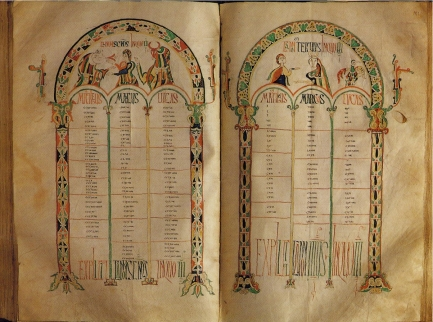
Páginas de los cánones de concordancias.

El manuscrito constituye sólo la segunda parte de una Biblia que originalmente debía comprender dos volúmenes. El texto contiene los libros de los profetas, los evangelios, el Apocalipsis, las epístolas de Pablo. Posteriormente se añadió otro texto, una hagiografía del santo leonés Froilán.
El manuscrito comienza con una serie de iluminaciones en el frontispicio: una cruz, inspirada en una cruz de la Catedral de San Salvador de Oviedo (fol. 1v), un laberinto conmemorativo que contiene una dedicatoria del copista (fol. 2r), una rosa de los vientos (fol. 3r) y finalmente un dibujo que contiene 36 medallones decorado con figuras humanas y animales fantásticos (fol. 3v). Los folios 144-153 contienen los cánones de concordancias de los evangelios, decorados con los símbolos de los evangelistas. Al final del manuscrito se encuentran cuatro símbolos de los evangelistas al comienzo de pequeños tratados sobre los evangelios. Tres de ellos están representados a página completa (Mateo, fol. 202r; Marcos, fol. 209r; Lucas, fol. 211r) y San Juan a una sola columna. Frente al símbolo de Mateo se encuentra una de las escenas bíblicas más antiguas de un manuscrito español: la Anunciación, Cristo y la Virgen en Majestad, Cristo curando a un ciego y Cristo en la fuente con la samaritana (fol. 202v). Estas escenas recuerdan a los marfiles antiguos.

## Posteridad
La representación del toro de San Lucas recuerda en el manuscrito, y particularmente en los cánones de concordancias, al toro presente en el cuadro Guernica. Según algunos historiadores del arte españoles, Pablo Picasso pudo haber visto la biblia del año 920 durante su exposición en Barcelona en 1929 o en París en 1937 y pudo haberle servido de modelo.